# We Shall Overcome
«We Shall Overcome» (с англ. — «Преодолеем!») — американская песня протеста. Библиотека Конгресса США называет её «самой мощной песней XX века».
Основана на старом религиозном гимне «O sanctissima». В 1901 году Чарльз Альберт Тиндли, священник из методистской церкви на улице Бейндридж в Филадельфии, а также по совместительству сочинявший христианские песни композитор, написал к нему слова. Назвал он этот новый гимн «I’ll Overcome Some Day» («Преодолею однажды»). В последующие десятилетия песня стала популярна в афроамериканских церквях юга США, называли её часто просто «I Will Overcome» («Преодолею»).
В 1947 году бастующие собиратели табака из Чарльстона в Северной Каролине, посещавшие занятия в фольклорной школе в Монтеигле в штате Теннесси, показали эту песню её культурному директору Зильфие Хортон. Та начала исполнять её на своих занятиях. Однажды школу посетил Пит Сигер, и она научила его этой песне.
В 1948 году Сигер опубликовал песню в новостной рассылке своего коллектива People’s Songs. Также он начал исполнять её сам. Он изменил название на «We Shall Overcome» и добавил два куплета и партию банджо. С Питом Сигером песня теперь обычно и ассоциируется.
Русский текст песни написали С. Болотин и Т. Сикорская.